# Jogo do pau
O jogo do pau é uma arte marcial portuguesa que utiliza o cajado como o principal instrumento de combate. Originário das práticas de pastores e camponeses, este sistema de luta ganhou destaque nas feiras e romarias, especialmente no norte de Portugal. A prática começou a declinar a partir dos anos 30 do século XX, mas foi revitalizada em Lisboa com escolas como o Ateneu Comercial de Lisboa e o Real Ginásio Club Português, que desenvolveram técnicas inovadoras. Atualmente, o jogo do pau é mantido em diversas escolas espalhadas por Portugal e no estrangeiro. 

O jogo do pau começou um processo de organização a nível nacional com a fundação da Associação Portuguesa de Jogo do Pau em 1977 por parte de Pedro Ferreira, que mais tarde se transformou na Federação Portuguesa de Jogo do Pau. Na Galiza, há esforços para recuperar e difundir esta arte marcial, com estágios e exibições realizados por grupos locais.

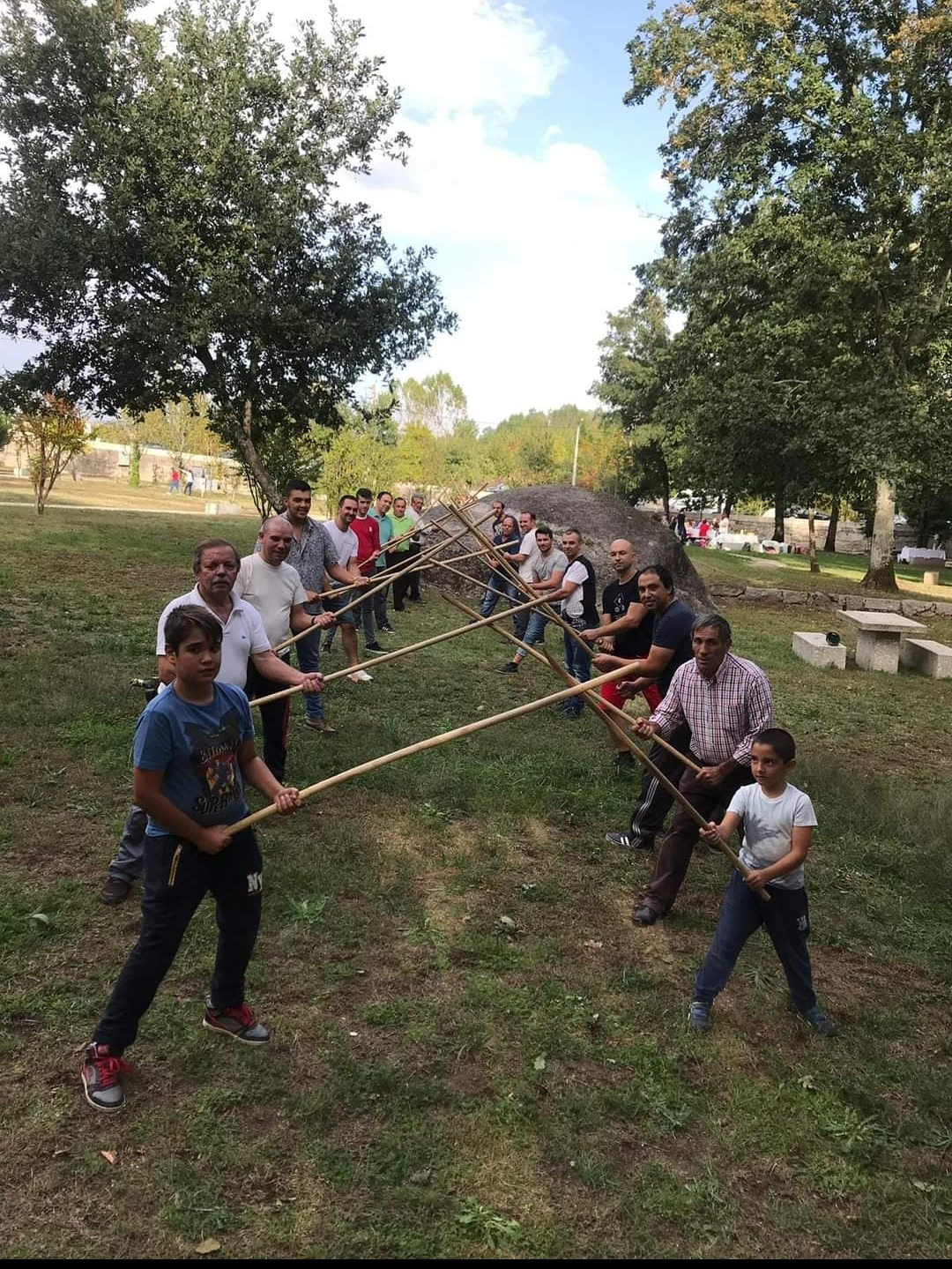
Pessoas a praticar o jogo do pau em Cepães, Portugal.

## História
Em muitas sociedades ao longo da história populares desenvolveram práticas de combate com instrumentos quotidianos, como instrumentos de lavoura. Em Portugal o povo desenvolveu um sistema de combate usando como arma o cajado que acompanhava os pastores e camponeses. Este sistema veio a ser conhecido pelo nome de jogo do pau.
Já bem dentro do século XX, eventos com o Jogo do Pau eram ainda frequentes por Portugal inteiro, com destaque para o norte do país, em feiras e romarias. Por vezes, aldeias inteiras envolviam-se em rixas, outras vezes as lutas eram individuais, ou de um jogador contra vários. Era o tempo dos “puxadores” (nome que se dava aos jogadores do Norte) e dos “varredores de feiras” (jogadores afamados que se deslocavam às feiras e romarias para desafiarem outros). Na literatura podemos encontrar histórias sobre o Jogo do Pau, nomeadamente em autores como Aquilino Ribeiro e Miguel Torga. A partir dos anos 30, o jogo do pau começou a perder importância. Os motivos são vários: a acção das autoridades policiais, que para evitar lutas sangrentas proibiram o uso de paus nos recintos de feiras; a emigração de muitos homens para os meios urbanos ou para o estrangeiro; a generalização do uso de armas de fogo, que tornou desnecessária a difícil e demorada aprendizagem desta técnica de defesa pessoal.

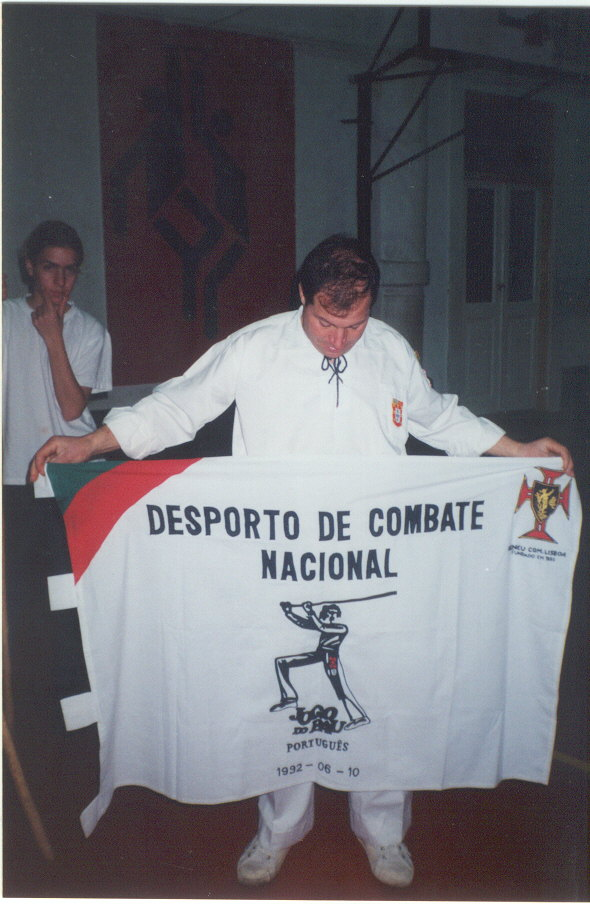
Bandeira da escola do Ateneu

### Escolas do Jogo do Pau
Em Lisboa, praticava-se já então, principalmente a partir do século XIX, um estilo próprio, desenvolvido nos quintais da capital e em clubes como o Ateneu Comercial de Lisboa e o Real Ginásio, que depois veio a ser o Ginásio Clube Português, nos quais ainda hoje se ensina esta arte. Surgem duas grandes escolas, diferenciadas tecnicamente e com base em factores histórico-sociais: a Escola do Norte e a Escola de Lisboa (também praticada no Ribatejo e Estremadura). Esta última desenvolveu uma série de inovações técnicas e passou a dar menos importância ao combate contra vários adversários. O Jogo do Pau existe ainda em diversas escolas espalhadas por Portugal e no Estrangeiro, mantendo na região de Lisboa treinos regulares no Ginásio Clube Português, no Estádio Universitário ou na Associação Jogo do Pau de Cascais.

### Mestres famosos
Ao longo da história do Jogo do Pau foram muitos os mestres famosos em diversas regiões do país, entre os quais José Maria da Silveira, António Nunes Caçador, Frederico Hopffer, Júlio Hopffer, Joaquim Baú, Calado Campos, pai e filho, Chula, Custódio Neves, Pedro Ferreira, Elias Gameiro, Abel Couto, Nuno Russo e Manuel Monteiro.

### Organização e desenvolvimento na actualidade

#### O Jogo do Pau em Portugal
O Jogo do Pau começou um processo de organização a nível nacional com a fundação, em 1977, sob impulso de Mestre Pedro Ferreira, da Associação Portuguesa de Jogo do Pau que mais tarde se veio a transformar na Federação Portuguesa de Jogo do Pau. Como testemunho da qualidade técnica deste sistema, é de mencionar que nos campeonatos abertos de lutas com pau comprido realizados em França na década de 80, com a presença de sistemas de combate do Japão, Vietname, França, e de outras nações, os jogadores do pau portugueses foram campeões absolutos, tendo ganho todos os combates em que entraram.

#### O Jogo do Pau na Galiza
Enquanto em Portugal o Jogo do Pau teve sempre alguma visibilidade na sociedade, tendo sido adaptado às convenções e estruturação das artes marciais modernas, a história nacional da Galiza fez com que este jogo ancestral caísse progressivamente no esquecimento. Há documentação que refere a existência de mestres galegos desta arte marcial, sendo que não existe identificação de uma escola ou técnica que a caracterize, é provável que tenham aprendido com os seus congéneres Portugueses da região Minhota ou de Trás os Montes, região em que as fronteiras nem sempre eram fisicas e que chegou a desenvolver um dialecto próprio o Mirandes. Há ainda pessoas vivas que aprenderam na mocidade a jogar o pau, e que empregaram activamente esses conhecimentos em situações de luta real. Pessoas como Isidro Piñeiro na costa do Salnés ou grupos como a Gallaecia in Armis ou o Jogo do Pau Compostela, bem como outros no resto do país, estão a recuperar, de primeira mão, estas testemunhas e a incorporá-las a uma prática moderna. Actualmente, realizam-se na Galiza estágios e exibições de Jogo do Pau, destinados a difundir esta prática entre a população interessada em artes marciais.

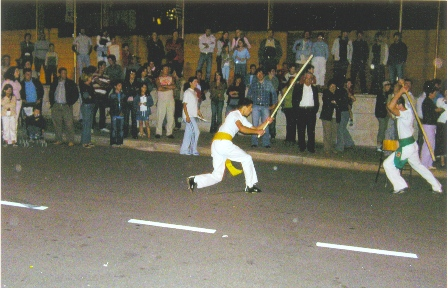
Exibição de jogo do pau na rua

## Graduações
O sistema de graduação utilizado na Escola de Lisboa do Jogo do Pau foi criado pelo mestre Pedro Ferreira e distingue-se pelas seguintes cores das cintas:
| Cinta amarela  | Principiantes    |
| Cinta verde    | Intermédios      |
| Cinta vermelha | Avançados        |
| Cinta preta    | Mestres (*)      |
| Cinta roxa     | Grão-Mestre (**) |

- Observações

(*) Cinta atribuída a professores, contramestres e mestres podendo esta ter até cinco estrelas vermelhas ou quatro listas roxas
(**) Cinta que Mestre Pedro Ferreira, antes de morrer, decidiu entregar a um sucessor escolhido por si, mas que depois alguns Mestres de outros clubes da Escola de Lisboa decidiram que seria reservada ao mestre mais antigo ainda vivo
Nota: Existem escolas que usam um sistema de graduação alternativo ou onde as graduações não se aplicam de todo. 
- Significado das cores

As cores das cintas foram inspiradas na vida social e religiosa da vila de Melgaço (província do Minho) nos finais do século XIX e princípios do século XX. 
- Cinta amarela = as crianças quando faziam a primeira comunhão levavam uma braçadeira amarela.

- Cinta verde = os adolescentes quando faziam a comunhão solene levavam uma braçadeira verde.

- Cinta vermelha = o moço namoradeiro pronto para combater e defender a aldeia.

- Cinta preta = o homem casado que ensinava os filhos.

- Cinta roxa = o regedor da freguesia.